# Gunnar Knudsen
Gunnar Knudsen est un homme d'État et industriel norvégien né le 19 septembre 1848 à Arendal et mort le 1er décembre 1928 à Skien. Membre de Venstre, il occupe à deux reprises le poste de Premier ministre : de 1908 à 1910, puis de 1913 à 1920.